# Woodland Township (Carroll County, Illinois)
Die Woodland Township ist eine von 12 Townships im Carroll County im Nordwesten des US-amerikanischen Bundesstaates Illinois.

## Geografie
Die Woodland Township liegt im Nordwesten von Illinois und reicht bis auf 5 km an das Ostufer des Mississippi heran, der die Grenze zu Iowa bildet. Die Grenze zu Wisconsin befindet sich rund 40 km nördlich.
Die Woodland Township liegt auf 42°09′09″ nördlicher Breite und 90°02′50″ westlicher Länge und erstreckt sich über 94,84 km². Innerhalb der Township entspringt der Plum River, der südlich des nahen Savanna in den Mississippi mündet.
Die Woodland Township liegt im Norden des Carroll County an der Grenze zum Jo Daviess County. Innerhalb des Carroll County grenzt die Woodland Township im Osten an die Freedom Township, im Südosten an die Salem Township, im Süden an die Mount Carroll Township, im Südwesten an die Savanna Township und im Westen an die Washington Township.

## Verkehr
Im Osten verläuft in Nord-Süd-Richtung die Illinois State Route 78 durch die gesamte Woodland Township. Alle weiteren Straßen innerhalb der Township sind untergeordnete County Roads und unbefestigte Fahrwege.
Der nächstgelegene Flugplatz ist der rund 20 km südwestlich gelegene Tri-Township Airport südlich der Stadt  Savanna.

## Bevölkerung
Bei der Volkszählung im Jahr 2010 hatte die Township 280 Einwohner. Neben Streubesiedlung existiert innerhalb der Woodland Township nur die gemeindefreie Siedlung Polsgrove.